# Оверхольт, Эмили
Эмили Оверхольт (англ. Emily Overholt; род. 4 октября 1997, Ванкувер, Британская Колумбия) — канадская пловчиха, бронзовый медалист Олимпийских игр (2016) и чемпионата мира по водным видам спорта (2015), а также завоевала серебро на Играх Содружества (2014) и три медали Панамериканских игр (2015). Оверхольт также выиграла три золота и серебра на Играх Канады в 2013 году в качестве представителя сборной Британской Колумбии.

## Карьера
Оверхольт начала плавать в возрасте 9 лет в клубе West Vancouver Otters. На Эмили особое впечатление произвело выступление Майкла Фелпса на летних Олимпийских игр 2008 года, что повлияло на её решение стать пловчихой. Также Оверхольт отмечала, что её во всём спортивном мире вдохновляет Клара Хьюз — конькобежка и велосипедистка, многократный призёр Олимпиад в обоих видах спорта.
Оверхольт приняла участие в Канадских играх 2013 года, представляя Британскую Колумбию в возрасте 15 лет. Там она выиграла золото в комплексном плавании на 200 и 400 м, а также завоевала серебряную и золотую медали на тех же дистанциях вольным стилем, соответственно. Затем она чемпионкой мира среди юниоров на дистанции 400   м комплексом. Первый крупный соревновательный подиум Эмили пришёл в Глазго на Играх Содружества 2014 года в эстафете 4×200   м вольным стилем, где канадки завоевали серебряную медаль. Она также завершала эстафету в составе своей сборной, завоевавшую бронзовую медаль на чемпионате Тихого Океана 2014.
Во время Панамериканских игр 2015 года в Торонто Оверхольт выиграла три медали, в том числе личное золото на дистанции 400 метров вольным стилем. На той же дистанции комплексным плаванием днём ранее пловчиха также финишировала первой, но была дисквалифицирована за неправильное прохождение поворота. После Панамериканских игр Оверхольт во время тренировок особое внимание уделяла отработке поворотов, чтобы избежать подобных проблем на чемпионате мира по водным видам спорта в России. Там Эмили выиграла бронзу на дистанции 400 метров и побила национальный рекорд более чем на три секунды.
Оверхольт училась в школе Коллингвуда. Она поступила в Университет Британской Колумбии, но отложила свое обучение и участие за UBC Thunderbirds до окончания летних Олимпийских игр 2016 года.
В 2016 году она была официально вызвана в олимпийскую сборную Канады на летние Олимпийские игры 2016 года. Несмотря на то, что её беспокоили травмы подколенного сухожилия, Оверхольт вышла в финал на дистанции 400 м комплексом и заняла пятое место. После этого выступления Эмили думала, что её выступление на Олимпиаде закончено, но её напарница по команде Бриттани Маклейн заболела, пропустив эстафету 4×200 м вольным стилем, и Оверхольт заменила её в предварительном раунде и помогла Канаде пробиться в финал, где её сборная завоевала бронзовую медаль.
После возвращения в Канаду Оверхольт боролась с тяжелой депрессией и находилась в больнице до декабря, вернувшись на соревнования только в январе. Затем она не участвовала в сезоне U Sports и не выступала за сборную Канады на чемпионате мира 2017 года из-за неполного восстановления от травмы подколенного сухожилия. К ноябрю Оверхольт вернула прежнюю форму и стала участвовать в соревнованиях за команду Thunderbirds. С тех пор она выиграла два чемпионата U Sports по плаванию подряд для Thunderbirds, выиграв все четыре гонки, в которых она участвовала в соревнованиях 2019 года. В 2018 году Оверхольт приняла участие в чемпионате Тихого океана по плаванию в Токио, где финишировала пятой на 400 метровых дистанциях вольным стилем и комплексным плаванием.